# Nahlinse

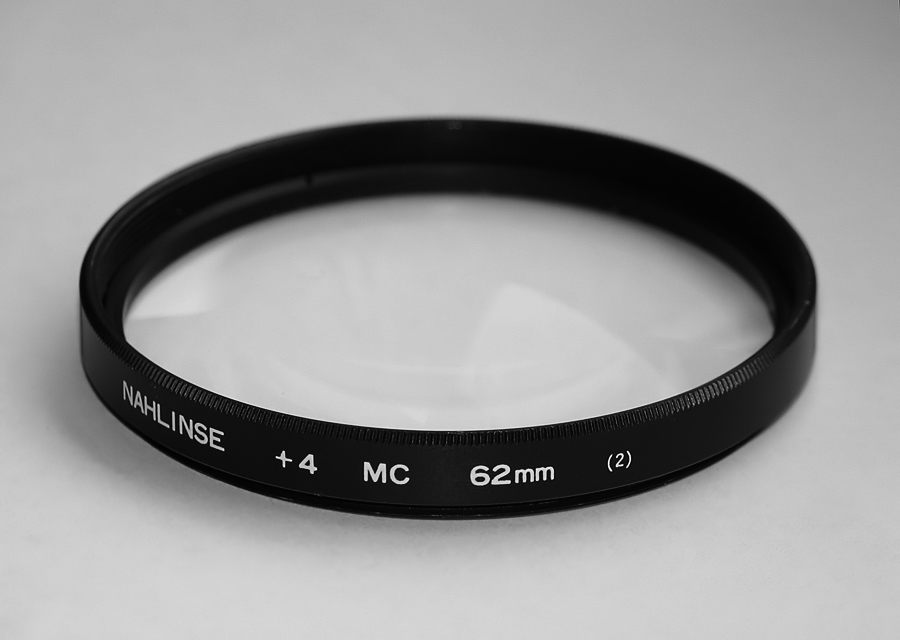
Nahlinse mit +4 Dioptrien,
einfache Linse

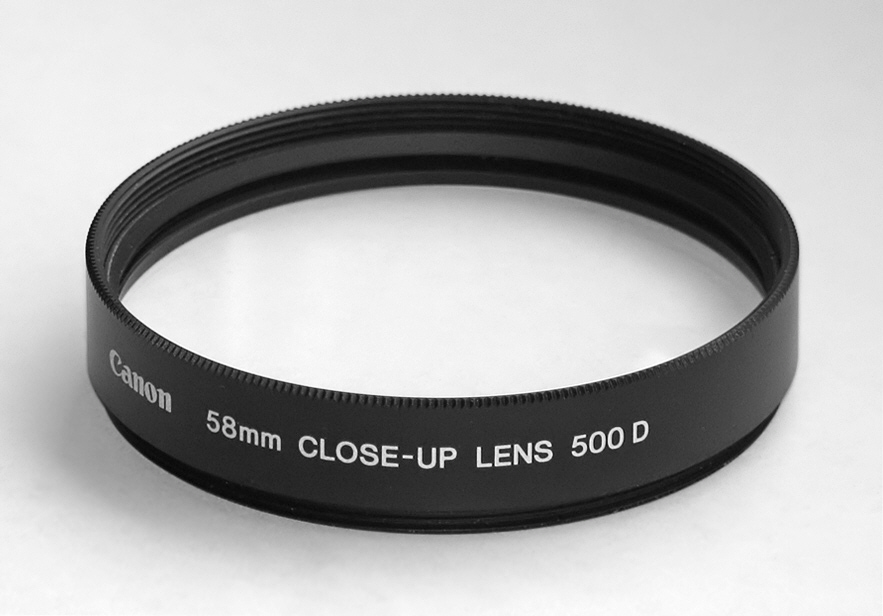
Nahlinse mit +2 Dioptrien,
Achromat mit zwei Linsen

Nahlinsen sind optische Linsen, die wie Filter auf das Objektiv aufgesetzt werden, um mit normalen Objektiven Makrofotografie zu ermöglichen. Sie sind in der Wirkung vergleichbar mit einer Lesebrille. Die Stärke wird wie bei diesen in Dioptrien angegeben.

## Funktionsweise

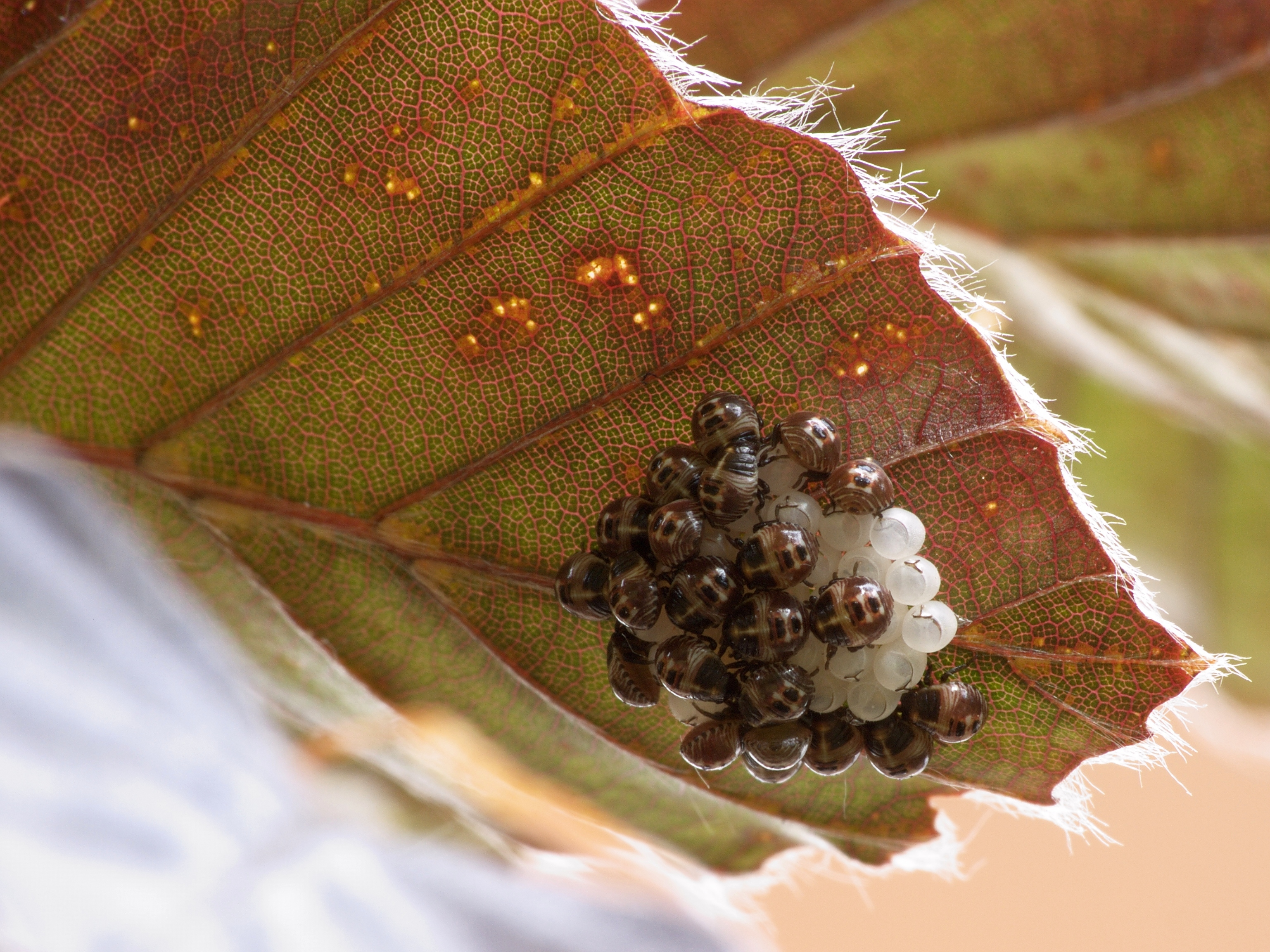
Beispielfoto: Nahlinse +3 Dioptrien, achromatisch korrigiert. Baumwanzengelege mit frisch geschlüpften Nymphchen.

### Arbeitsabstand
Der maximale Arbeitsabstand einer Nahlinse (der Abstand von Linsenmitte zum Objekt) entspricht ihrer Brennweite und somit dem Kehrwert des Brechwerts. Der Brechwert von Linsen wird allgemein in der Einheit Dioptrie (dpt, m−1) angegeben. Für eine Nahlinse mit +2 dpt ergibt sich eine Brennweite von 0,5 m, für eine Linse mit +4 dpt ein maximaler Arbeitsabstand von 0,25 m.
In dieser Position bildet die Nahlinse das Objekt ins Unendliche ab und kann mit dem normalen Objektiv in Fokusstellung Unendlich auf die Bildebene projiziert werden.

### Abbildungsmaßstab
Als Abbildungsmaßstab m bezeichnet man das Verhältnis von Bildgröße B zu Gegenstandsgröße G:
{\displaystyle m={\frac {B}{G}}}
Sind Gegenstand und sein Abbild gleich groß, hat der Abbildungsmaßstab m den Wert 1.
Um den Abbildungsmaßstab für ein System aus Nahlinse und Objektiv zu berechnen, kann anhand der Abbildungsformel:
{\displaystyle {\frac {b}{g}}={\frac {B}{G}}}
dieses Verhältnis durch das von Bildweite b zu Gegenstandsweite g ersetzt werden. Wenn sich das abzubildende Objekt im Brennpunkt der Nahlinse {\displaystyle f'} (Gegenstandsweite) befindet und die Bildweite der Brennweite des Objektivs {\displaystyle f} entspricht (siehe Abschnitt Arbeitsabstand), folgt daraus:
{\displaystyle m={\frac {f}{f'}}}
Bei maximalem Arbeitsabstand entspricht der Abbildungsmaßstab dem Verhältnis Brennweite (Objektiv) : Brennweite (Nahlinse). Bei geringeren Arbeitsabständen muss das Objektiv auf kleinere Abstände fokussiert werden; dies ist möglich bis zu dessen Naheinstellgrenze. Dabei können, abhängig vom verwendeten Objektiv, noch größere Abbildungsmaßstäbe erreicht werden.
Eine alternative Herleitung der Funktionsweise einer Nahlinse ist mit der effektiven Brennweite möglich.
Die effektive Brennweite der Anordnung aus Objektiv und Nahlinse folgt direkt aus der Linsengleichung:
{\displaystyle {\frac {1}{f_{\mathrm {eff} }}}={\frac {1}{b}}+{\frac {1}{g}}={\frac {1}{f}}+{\frac {1}{f'}}}
Durch die Nahlinse verkürzt sich die Brennweite f des Objektives während die Bildweite b konstant bleibt. Damit wirkt die Nahlinse wie eine Auszugsverlängerung um {\displaystyle (f-f_{\mathrm {eff} })}. Diese Betrachtung trifft allerdings nur zu, wenn die Fokussierung mittels Auszugsverlängerung (das gesamte Linsenpaket wird von der Bildebene wegbewegt) erfolgt. Bei Objektiven mit Innenfokussierung erfolgt die Fokus-Einstellung durch Verkürzung ihrer Brennweite, so dass {\displaystyle f} und {\displaystyle f_{\mathrm {eff} }} nicht mehr konstant sind.

## Abbildungsqualität

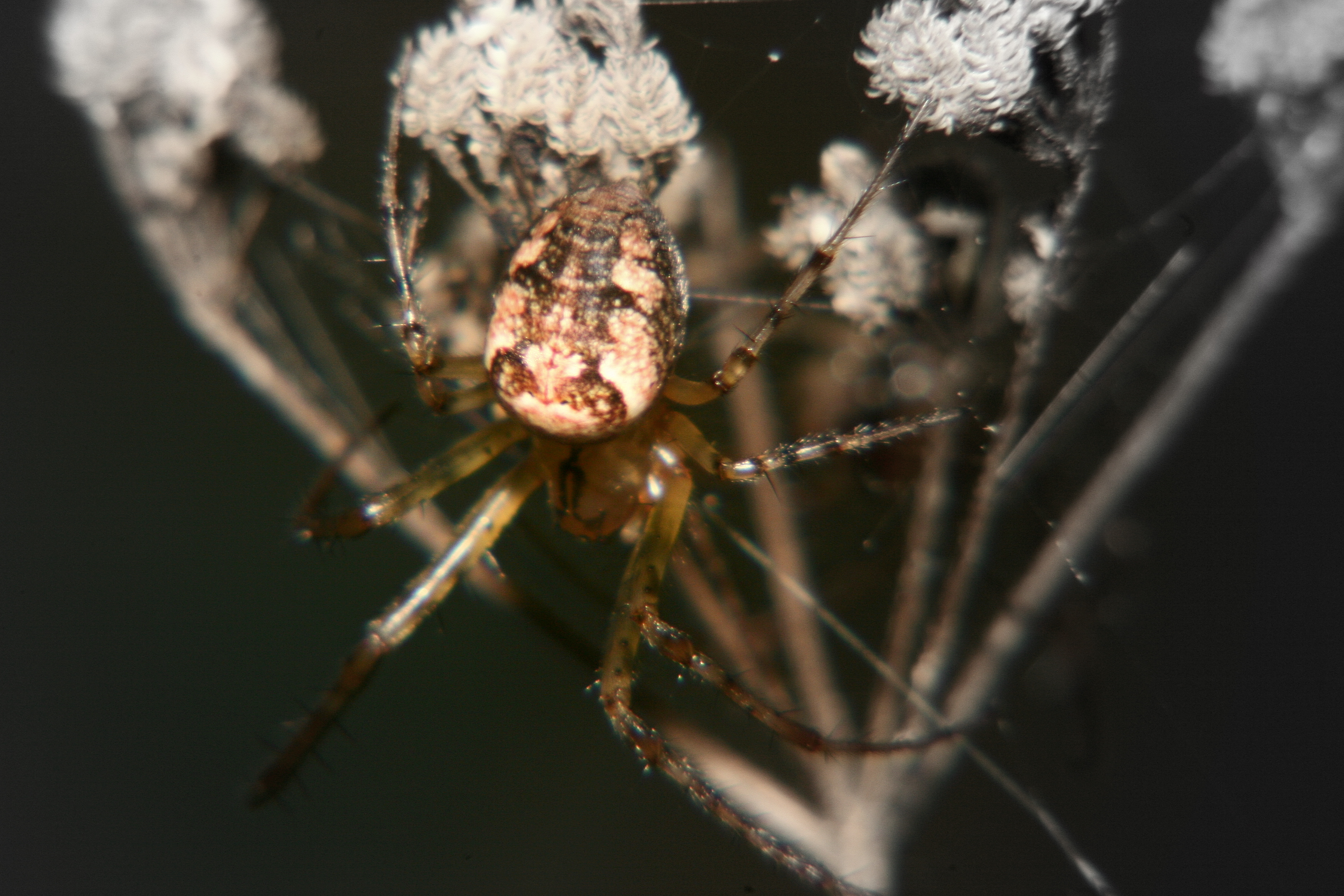
Nicht korrigierte Nahlinse mit +4 Dioptrien, deutliche Farbfehler: Herbstspinne

Achromat korrigiert die Aberration weitgehend

Chromatische Aberration durch Linse

Mit guten Nahlinsen lassen sich bei Objektiven, die auf unendlich korrigiert sind, bessere Aufnahmen machen als mit Zwischenringen oder Balgengeräten. Die Bildqualität einer Kombination von Nahlinse und Normalobjektiv im Vergleich zu einem Makro-Objektiv ist bei starker Abblendung vergleichbar, bei offenen Blenden sind Makroobjektive jedoch überlegen.
Vorteile:
- Das verwendete Objektiv wird im Fokusbereich nahe unendlich betrieben, wozu es konstruiert wurde.
- Alle heute üblichen Automatikfunktionen bleiben erhalten: Blendensteuerung, Belichtungsmessung, Autofokus, eingeschränkt sogar die Bildstabilisierung; Korrekturen wie z. B. effektive Blende sind nicht notwendig.
- Eine Nahlinse kann mit jeder Kamera und jedem Objektiv, insbesondere auch Zoomobjektiven verwendet werden, sofern das Filtergewinde passt bzw. angepasst werden kann. Bei Zwischenringen hängt dies von der optischen Konstruktion ab.

Nachteile:
- Nahlinsen beeinflussen das optische System des Objektivs, werden aber in der Regel nicht darauf abgestimmt.
- Da Nahlinsen normalerweise vor das Objektiv gesetzt werden, sind sie von den Anschlussmaßen des Objektivs abhängig, dies ist in der Regel der Filterdurchmesser.
- Einfache Nahlinsen zeigen chromatische Aberration, daher ist ein Achromat aus zwei verkitteten Linsen die bessere, wenn auch teurere Lösung.

Es gibt verschiedene Nahlinsen mit unterschiedlichen Vergrößerungsmaßstäben. Sie können miteinander kombiniert werden. Benutzt man mehrere Linsen gemeinsam, lässt die Bildqualität nach.
Bei Nahlinsen mit deutlich geringerem Durchmesser im Vergleich zur größten Linse des Objektivs, kann es zur mechanischen Vignettierung kommen, weil der Ring um die kleinen Nahlinsen wie eine Lochblende vor dem Objektiv wirkt.

## Abstimmbare Kameras (unvollständig)
Wenige Kameras lassen sich auf eine vorgesetzte Nahlinse abstimmen. Nahlinsen können eigentlich ohne Anpassung verwendet werden, jedoch erweitern sie das Objektiv um eine, zwei oder mehr Linsen.
Die Möglichkeit eine Kamera auf eine Nahlinse abzustimmen, wird auch bei Artikeln zur Makrofotografie selten thematisiert.
- Lumix FZ50, Leica V-Lux 1: Vorgesehen für +2 dpt achromatische Nahlinse, einstellbar im Menü der Kamera.[5][6]
- Lumix FZ150/FZ200, Leica V-Lux 3/V-Lux 4: Vorgesehen für +2 dpt achromatische Nahlinse mit Adaptertubus, einstellbar im Menü der Kamera.[7][8]